# Kowernino
Kowernino (russisch Ковернино́) ist eine Siedlung städtischen Typs und ehemalige Stadt in der Oblast Nischni Nowgorod in Russland mit 6892 Einwohnern (Stand 14. Oktober 2010).

## Geographie
Der Ort liegt etwa 90 km Luftlinie nördlich des Oblastverwaltungszentrums Nischni Nowgorod am linken Wolga-Nebenfluss Usola.
Kowernino ist Verwaltungszentrum des Rajons Kowerninski sowie Sitz und einzige Ortschaft der Stadtgemeinde (gorodskoje posselenije) Rabotschi possjolok Kowernino.

## Geschichte
Der Ort wurde erstmals 1712 erwähnt, als unweit auf Ukas des Zaren Peters der Große das Umsiedlerdorf Rybnowskije potschinki entstand, das ebenfalls auf dem Territorium der heutigen Siedlung liegt. Kowernino wurde Sitz einer Wolost, die zunächst zum Ujesd Jurjewez des Gouvernements Nischni Nowgorod, ab den 1770er-Jahren zum Ujesd  Makarjew der Statthalterschaft Kostroma (ab 1796 Gouvernement Kostroma) gehörte. Von 1918 bis 1922 war der Ort Verwaltungssitz eines Ujesds und erhielt damit formal die Stadtrechte.
Ab 1922 galt Kowernino wieder als Dorf, nun im Ujesd Semjonow des Gouvernements Nischni Nowgorod. Am 10. Juni 1929 wurde es Verwaltungssitz eines neu geschaffenen, nach ihm benannten Rajons. 1961 erhielt Kowernino den Status einer Siedlung städtischen Typs.

### Bevölkerungsentwicklung
| Jahr | Einwohner |
| ---- | --------- |
| 1897 | 1092      |
| 1939 | 2764      |
| 1959 | 3661      |
| 1970 | 5212      |
| 1979 | 6184      |
| 1989 | 7212      |
| 2002 | 6875      |
| 2010 | 6892      |

Anmerkung: Volkszählungsdaten

## Verkehr
Von Kowernino führt die Regionalstraße 22K-0015 in das gut 50 km südlich unweit des Staudammes des Gorkier Stausees gelegene Gorodez, wo Anschluss in Richtung Nischni Nowgorod besteht. In südöstlicher Richtung verläuft die 22K-0016 in das ebenfalls gut 50 km entfernte Semjonow an der 22R-0159 Nischni Nowgorod – Schachunja.
In Sawolschje am Gorodez gegenüber liegenden Wolgaufer, Endpunkt einer Strecke von Nischni Nowgorod sowie in Semjonow an der Strecke Moskau – Nischni Nowgorod – Kotelnitsch  befinden sich die nächstgelegene Bahnstationen.